# Anthidium punctatum
Anthidium punctatum là một loài ong trong họ Megachilidae. Loài này được Latreille miêu tả khoa học đầu tiên năm 1809.